# Cephalotes bruchi
Cephalotes bruchi é uma espécie de inseto do gênero Cephalotes, pertencente à família Formicidae.